# Bora (Komiker)

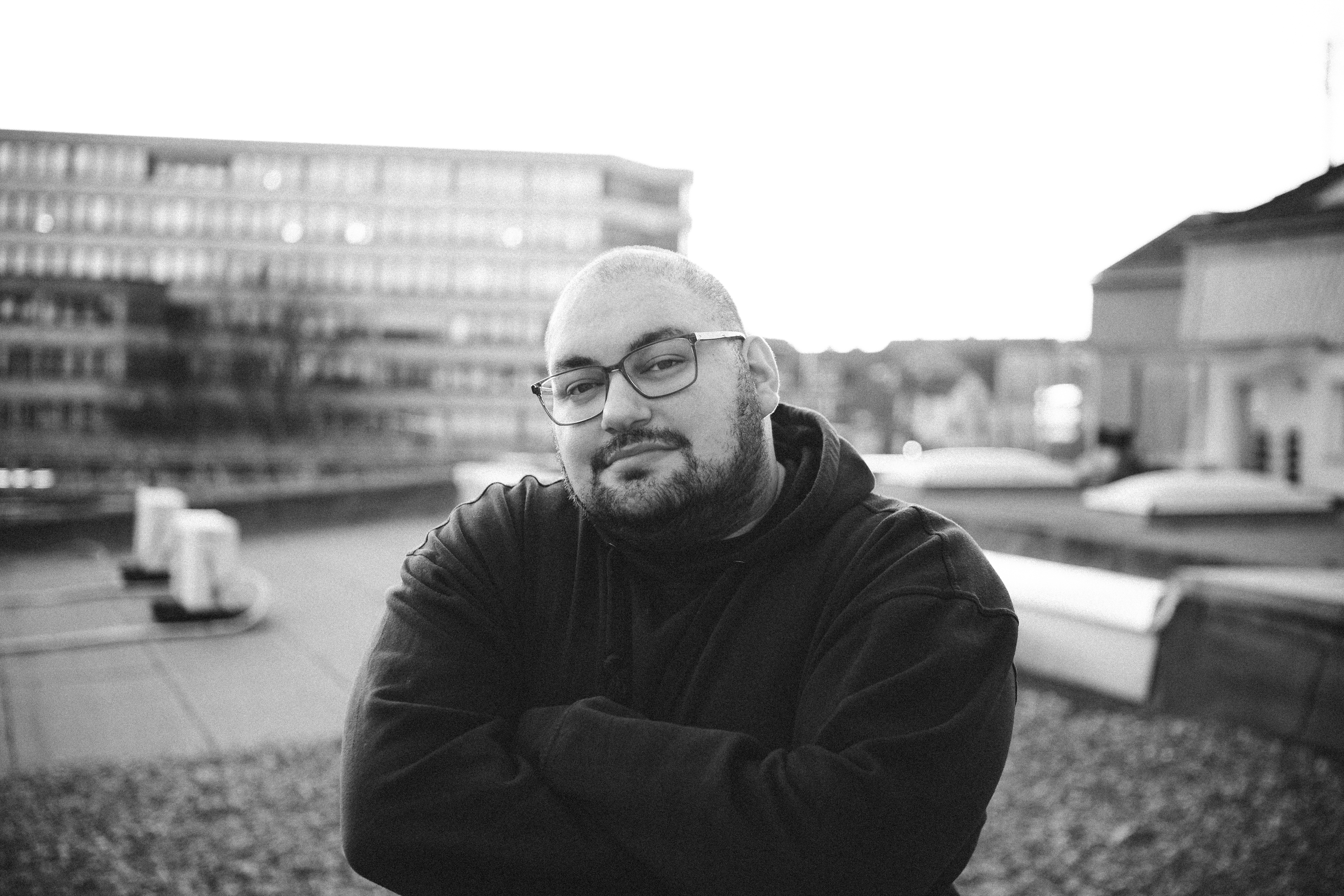
Bora in Velbert

Bora (bürgerlich Bora Ahmet Altun, * 1988 in Velbert) ist ein deutscher Stand-up-Comedian.

## Leben
Bora wuchs in Velbert im Kreis Mettmann auf. Er besuchte die Städtische Gesamtschule Velbert Mitte. Dort erlangte er 2006 den Realschulabschluss und 2013 holte er seine Allgemeine Hochschulreife nach. Zwischen 2006 und 2013 jobbte Bora parallel zu seinen Tätigkeiten am Theater auf Baustellen, in Firmen der Autoindustrie, Einrichtungen für Menschen mit Behinderung und Kneipen. 2015 erlangte Bora einen Abschluss als Theaterpädagoge. Von 2015 bis 2017 arbeitete  und leitete er in diverse Flüchtlingsunterkünfte in Düsseldorf. Bora ist Vater eines Sohnes.

## Künstlerische Laufbahn
Erste Bühnenerfahrung machte Bora 2002 im Kinder- und Jugendmusical der Musik- und Kunstschule Velbert. Bis 2010 hat er in über 15 Produktionen als Schauspieler und Autor der Musik&Kunstschule Velbert mitgewirkt. 2007 schrieb er sein erstes Theaterstück und führte dieses in Eigenregie 16 Mal auf. Seitdem hat er über 40 Theaterstücke geschrieben, von denen er sechs selbst inszenierte und 14 an Theater im Deutschsprachigen Raum verkaufte. 2009 spielte er in vier Theaterproduktionen in Istanbul. Bei einer Produktion in Istanbul fungierte er als Autor und Regisseur. 2015 probierte Bora sich das erste Mal auf einer Stand-up-Comedy-Bühne aus. Seit 2017 hat er seinen Fokus komplett auf die Stand-up-Comedy gelegt. Er ist regelmäßig Gast bei NightWash, dem Quatsch Comedy Club und vielen anderen Shows im deutschsprachigen Raum. Zwei Jahre (ab 2021) gehörte Bora zum Ensemble des Improvisationstheaters Springmaus. 2018 rief er die Comedy-Mix-Show Schlüssel Comedy in seiner Heimat Velbert ins Leben. Sein erstes Comedy-Programm „liebevoll“ feierte 2019 Premiere. Die dazugehörige Tour ab 2020 musste aufgrund der COVID-19-Pandemie zwei Jahre verschoben bzw. zu großen Teilen komplett abgesagt werden. Bora ist aktuell mit seinem neuen Programm „Auf nach Bora Bora“ auf Tour. Er ist regelmäßig als Moderator bei Comedy-Mix-Shows, Galas, beim Karneval und Wohltätigkeitsveranstaltungen im Einsatz.

## Sonstiges
2019 gewann er die April-Ausgabe des NDR Comedy Contest und 2022 den „kleinen Hurz“ in Recklinghausen. Von 1996 bis 2007 erhielt Bora Klavierunterricht.